# Kaspar Leyser
Kaspar Leyser, auch: Gottfrieds Leyser, († 1525 in Karlstadt) war ein Führer im deutschen Bauernkrieg.
Der Bauer Kaspar Leyser tat sich als Bauernführer im Bereich Hausen – Wiesenfeld – Rohrbach hervor. Vermutlich war er beim Sturm auf die Karlsburg bei Karlstadt als Führer maßgeblich beteiligt. Fürstbischof Konrad II. von Thüngen ließ ihn zusammen mit acht weiteren Anführern im Strafgericht zu Karlstadt im Juni 1525 dort hinrichten.
Die Reservistenkameradschaft Hausen führt Kaspar Leyser als Symbolfigur für Freiheit in ihrem Wappen. Im Jahr 1986 wurde auf dem Hausener Lindenplatz ein neu errichteter Brunnen dem Bauernführer Kaspar Leyser gewidmet.